# Rozkoš
Rozkoš är en ort i Tjeckien.   Den ligger i regionen Södra Mähren, i den sydöstra delen av landet, 160 km sydost om huvudstaden Prag. Rozkoš ligger 411 meter över havet och antalet invånare är 176.
Terrängen runt Rozkoš är platt. Runt Rozkoš är det ganska glesbefolkat, med 42 invånare per kvadratkilometer. Närmaste större samhälle är Znojmo, 19,9 km söder om Rozkoš. Trakten runt Rozkoš består till största delen av jordbruksmark.